# Conus sulcocastaneus
Espèce
Statut de conservation UICN

 LC  : Préoccupation mineure
Conus sulcocastaneus est une espèce de mollusques gastéropodes marins de la famille des Conidae.
Comme toutes les espèces du genre Conus, ces escargots sont prédateurs et venimeux. Ils sont capables de « piquer » les humains et doivent donc être manipulés avec précaution, voire pas du tout.

## Description
La taille de la coquille varie entre 44 mm et 63 mm.

## Distribution
Cette espèce marine est présente au large des Philippines et des Îles Marshall.

### Niveau de risque d’extinction de l’espèce
Selon l'analyse de l'UICN réalisée en 2011 pour la définition du niveau de risque d'extinction, cette espèce si trouve aux Philippines et dans les îles Marshall. Elle est très commune dans les eaux profondes. Il n'y a pas de menaces majeures connues pour cette espèce. Elle est classée dans la catégorie préoccupation mineure. Cette espèce est endémique aux Philippines et aux îles Marshall.

## Taxonomie

### Publication originale
L'espèce Conus sulcocastaneus a été décrite pour la première fois en 1981 par le malacologiste japonais Sadao Kosuge (d) dans « Bulletin of the Institute of Malacology »,.

### Synonymes
- Asprella sulcocastanea (Kosuge, 1981) · non accepté
- Conus (Asprella) sulcocastaneus Kosuge, 1981 · appellation alternative
- Conus vicdani Kosuge, 1980 · non accepté